# Missões diplomáticas da Argentina

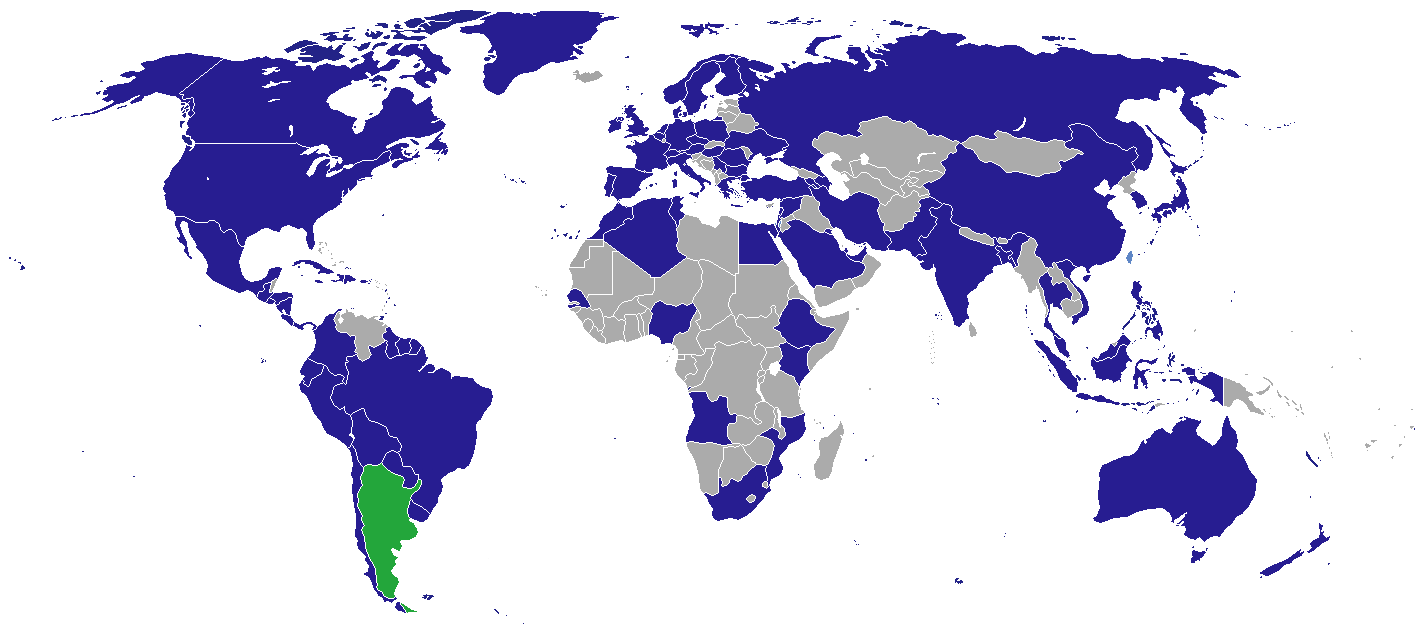
Mapa de países com embaixadas argentinas

A Argentina tem uma grande presença no exterior. A seguir se encontra uma lista com as embaixadas e consulados da Argentina no mundo:

## África

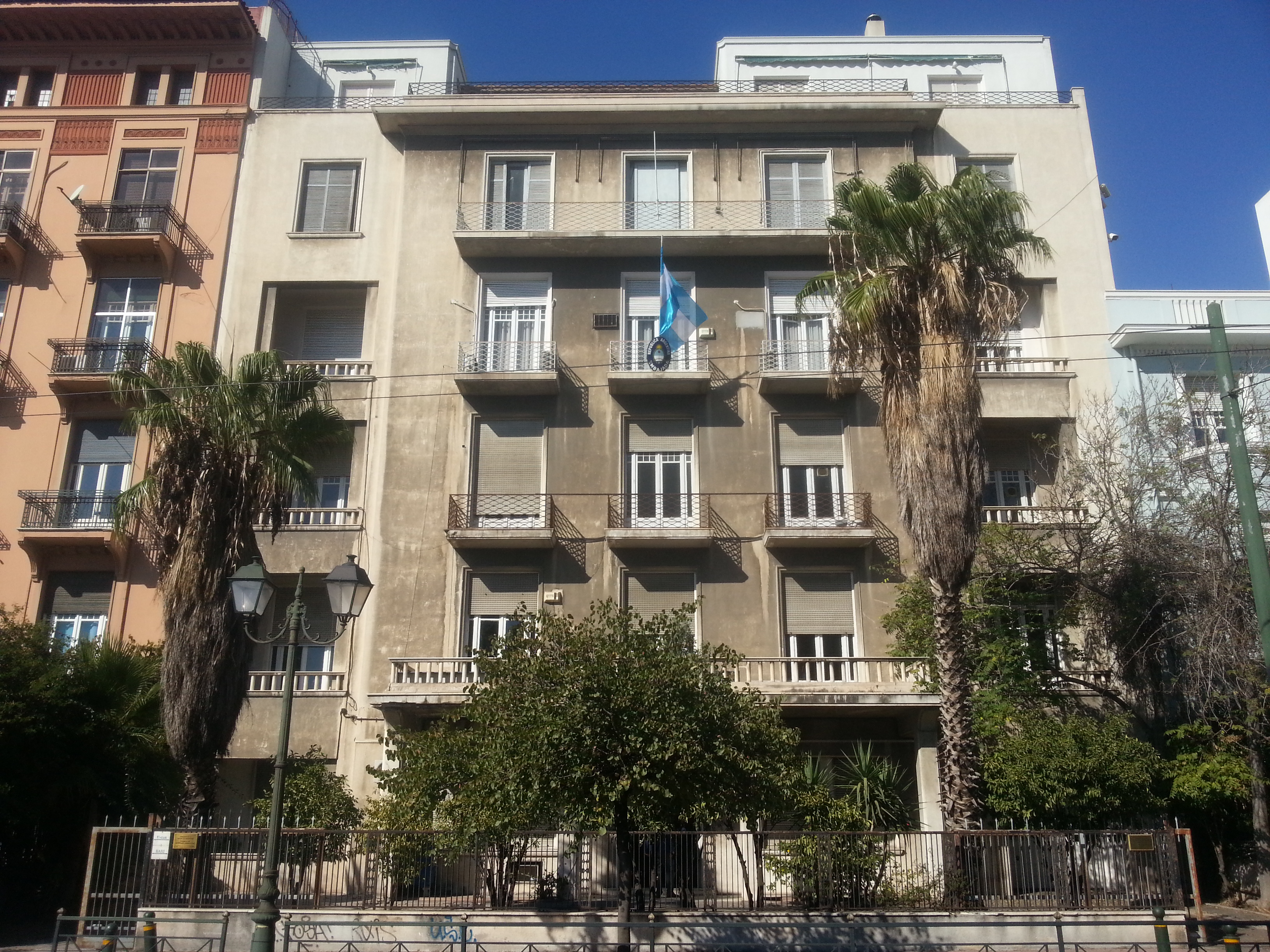
Embaixada da Argentina em Atenas

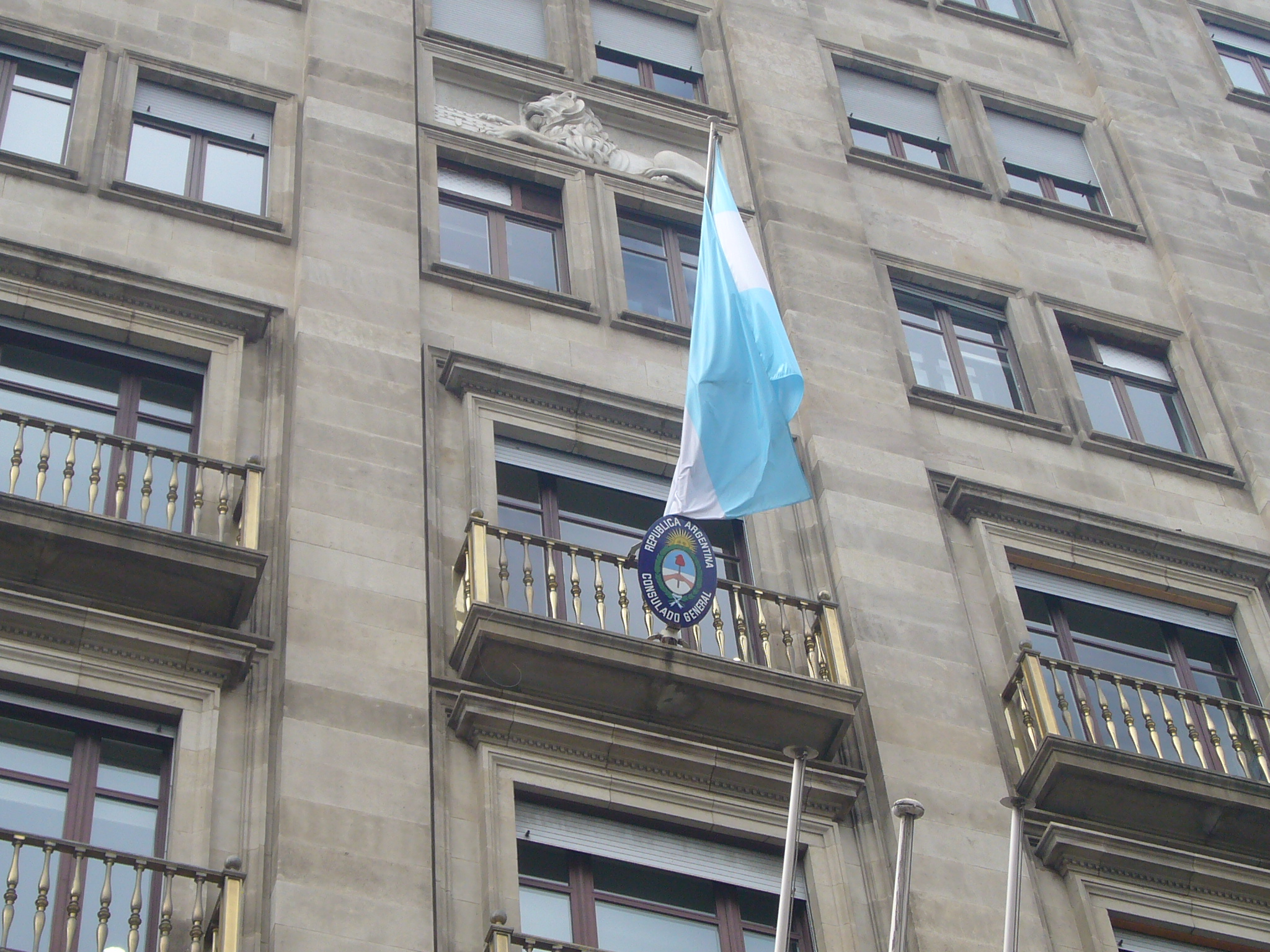
Consulado-Geral da Argentina em Barcelona

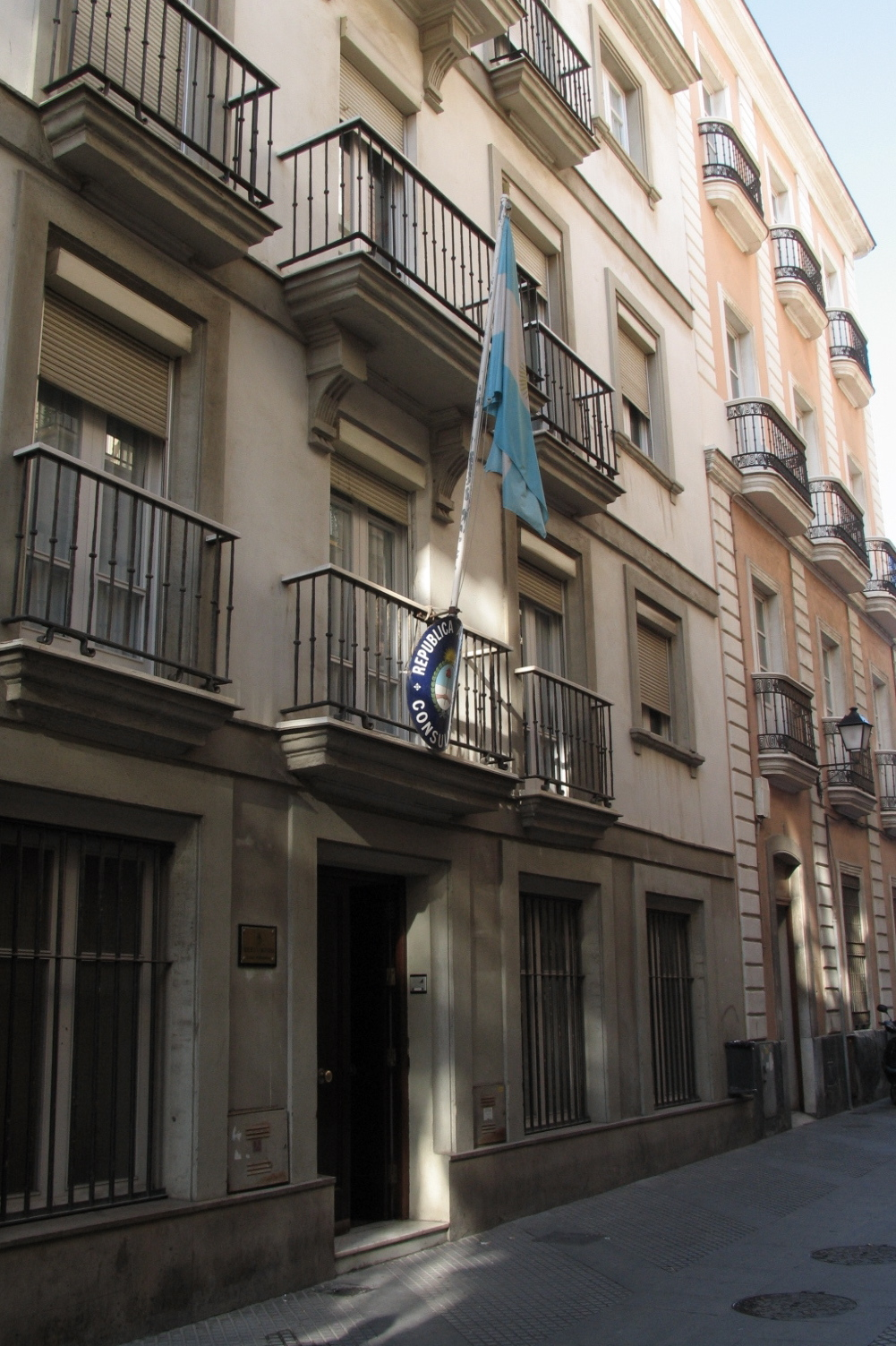
Consulado-Geral da Argentina em Cádis

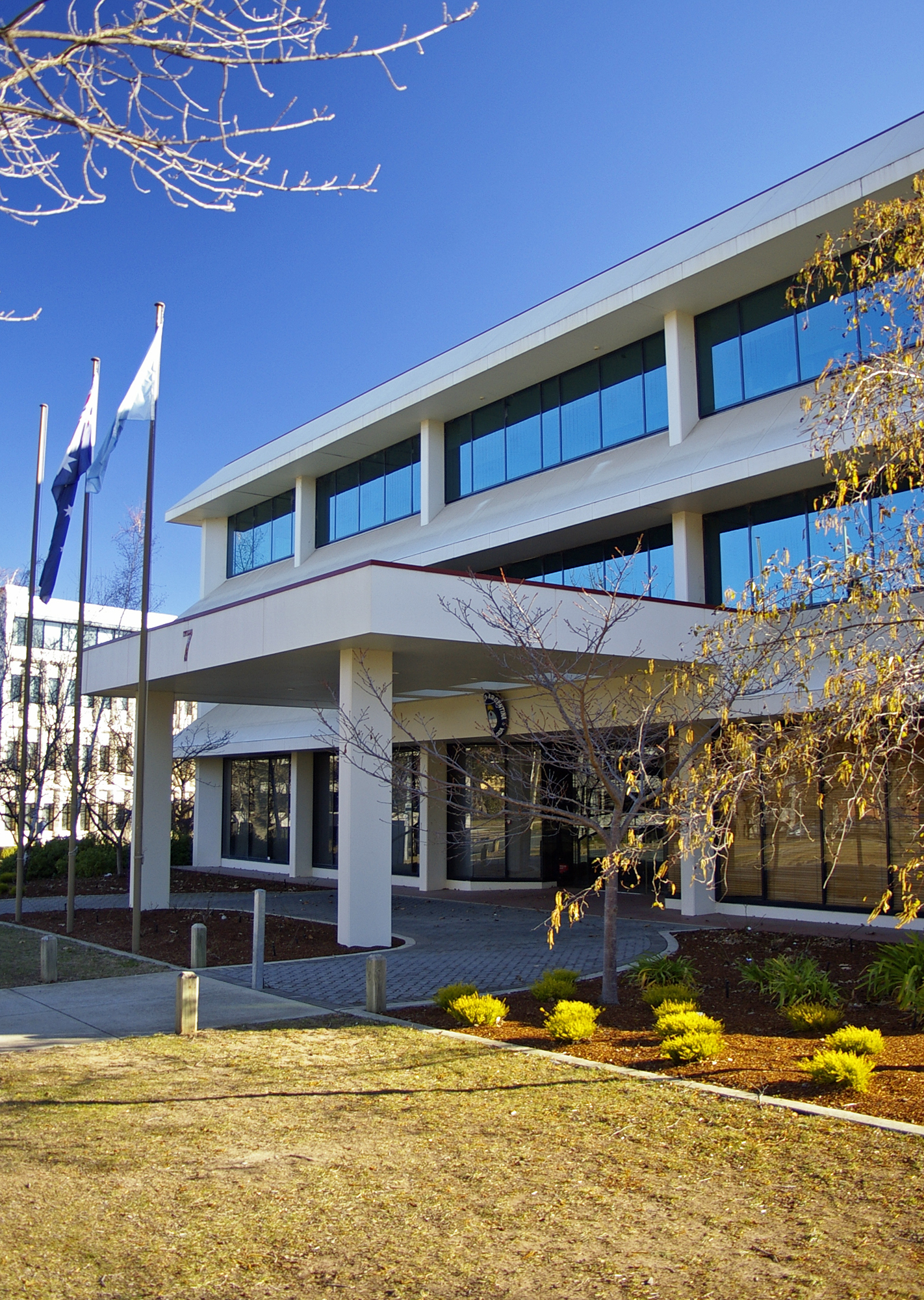
Embaixada da Argentina em Canberra

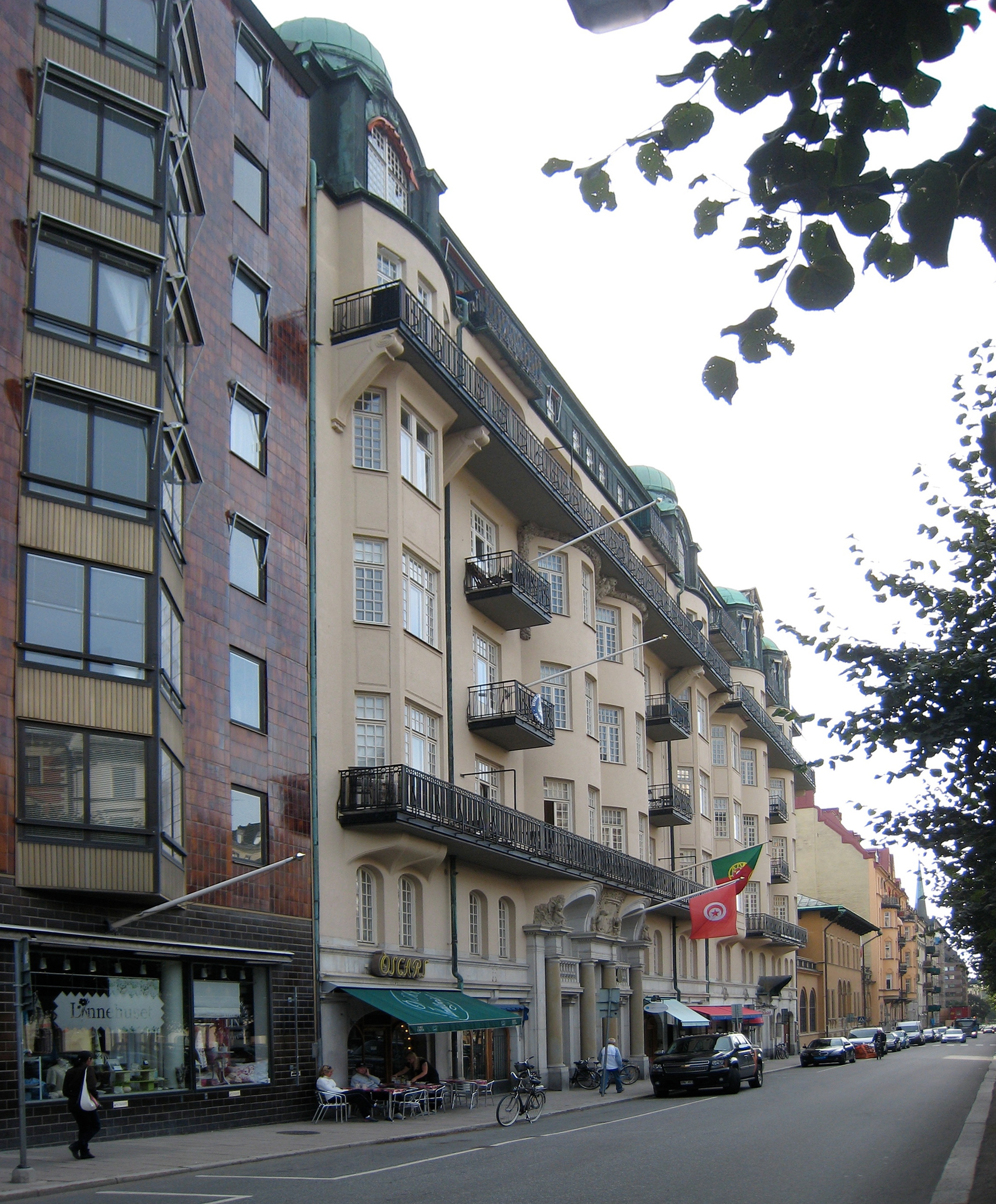
Embaixada da Argentina em Estocolmo

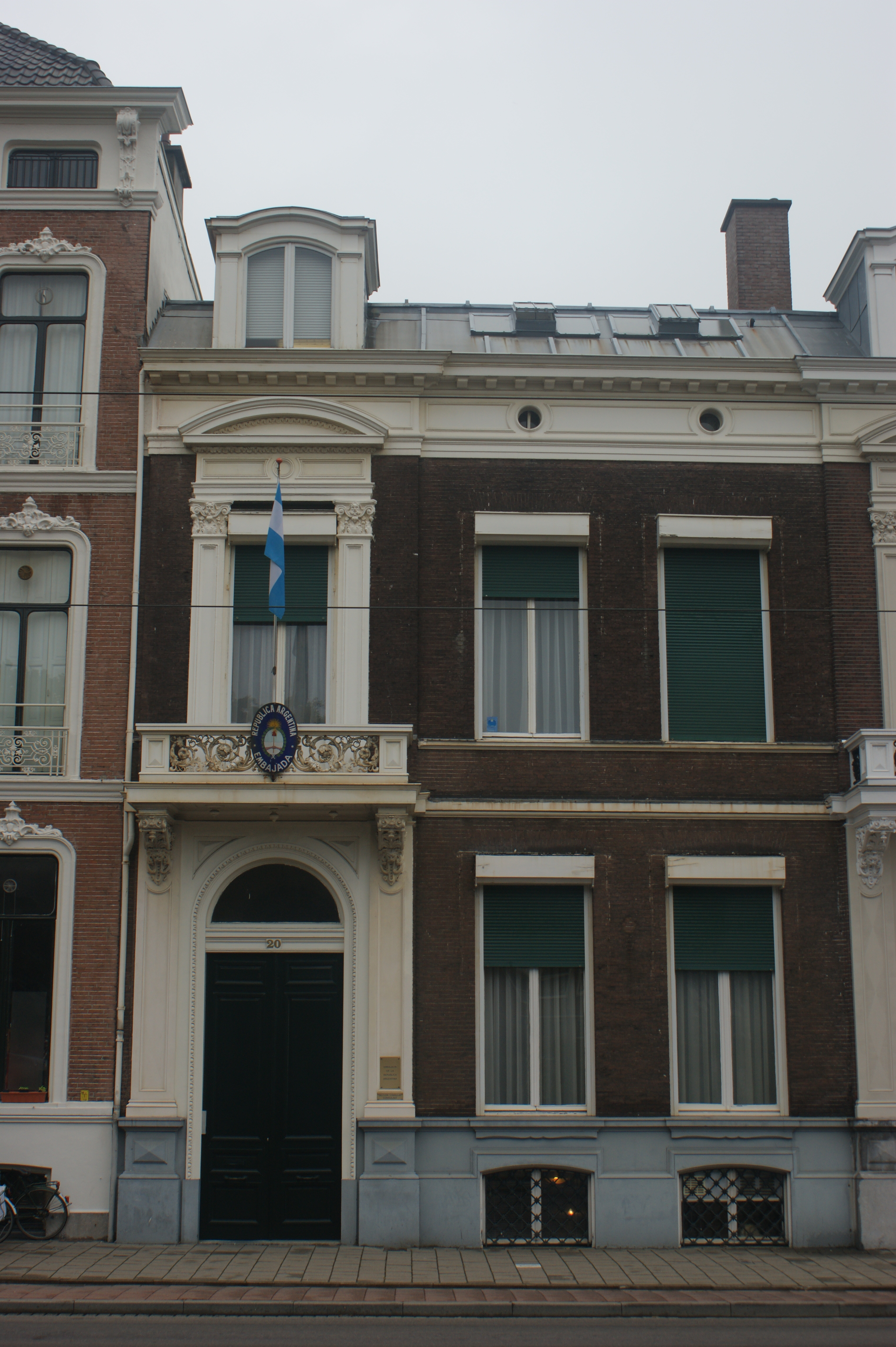
Embaixada da Argentina a Haia

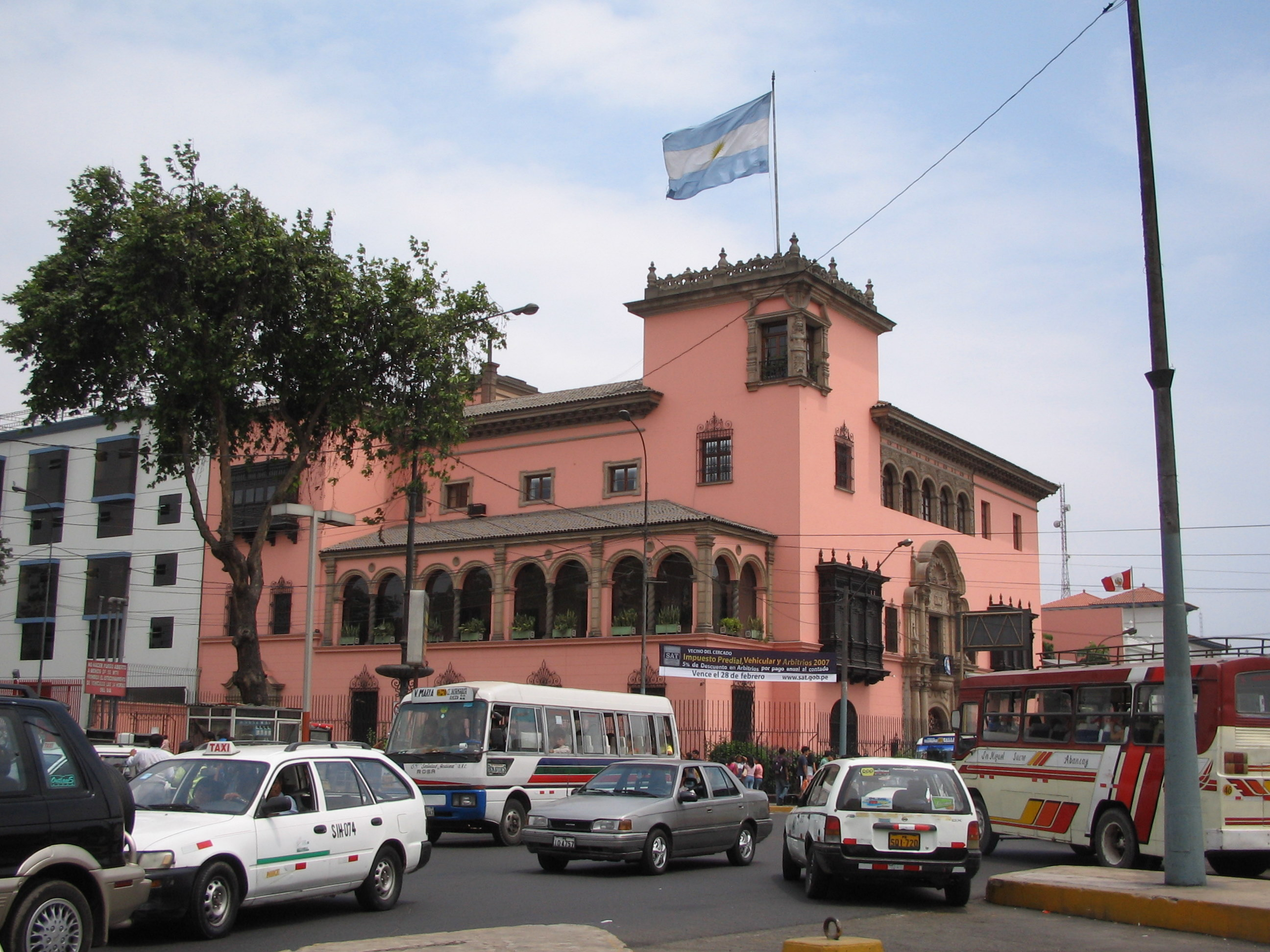
Embaixada da Argentina em Lima

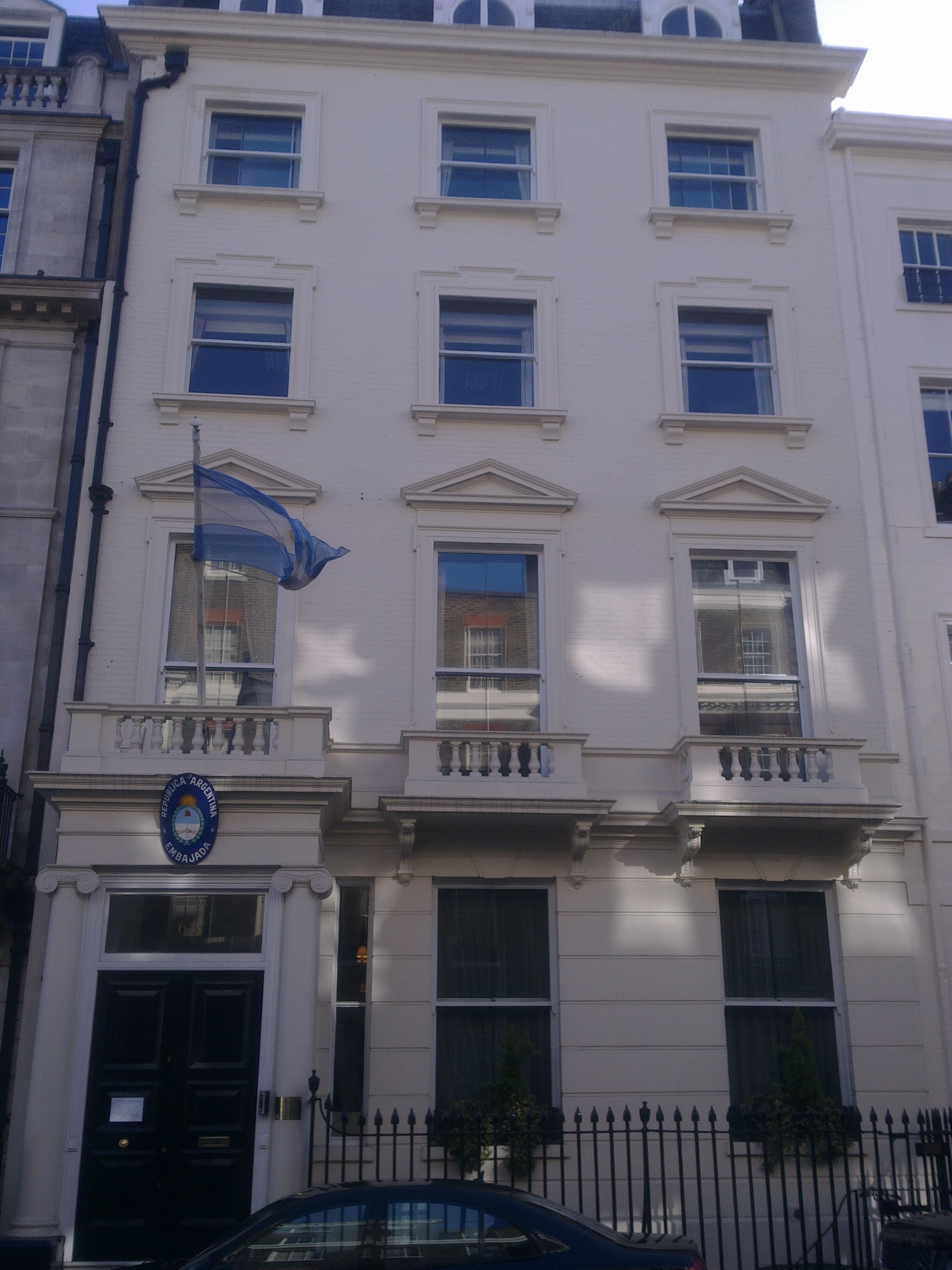
Embaixada da Argentina em Londres

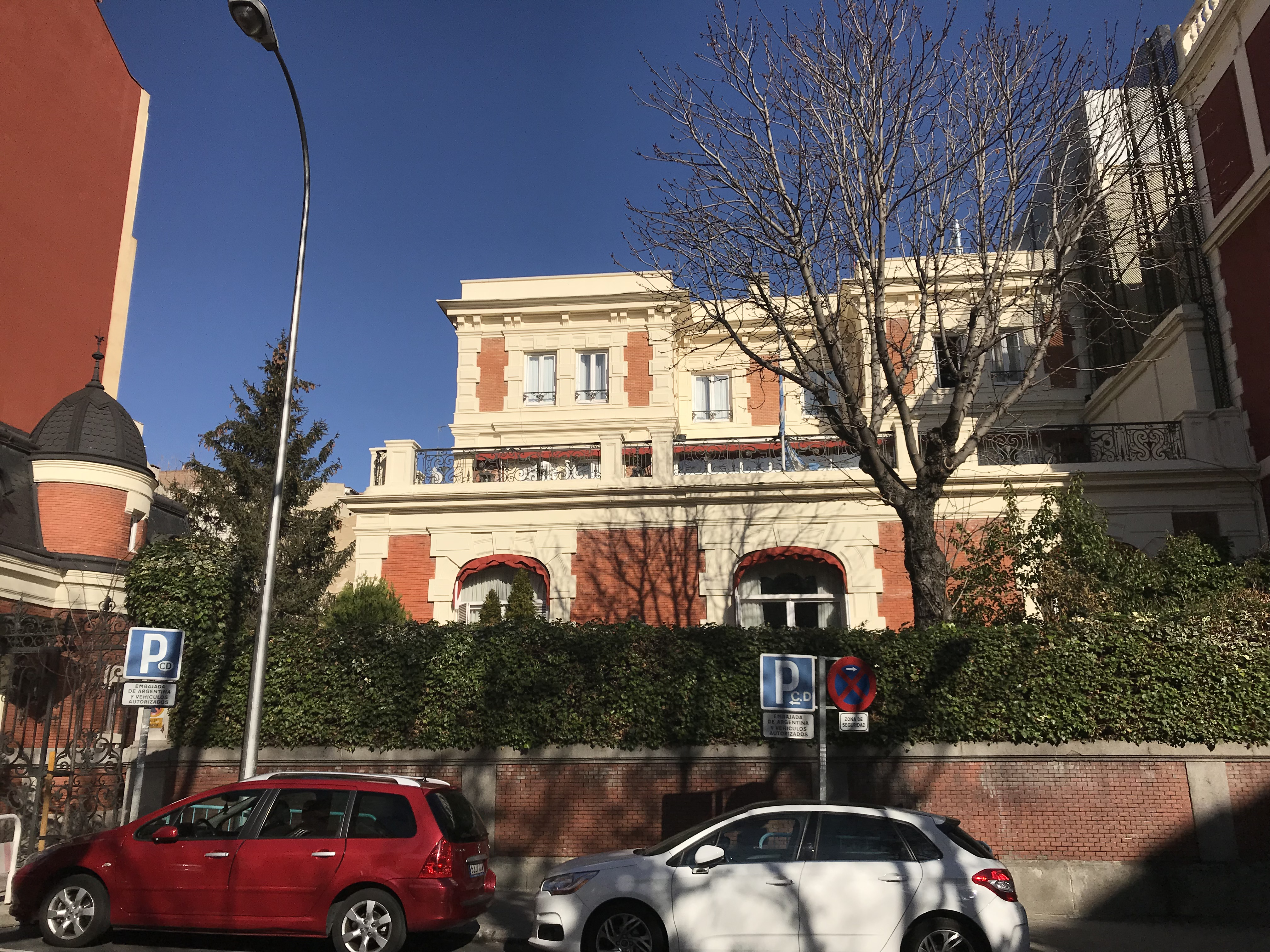
Embaixada da Argentina em Madrid

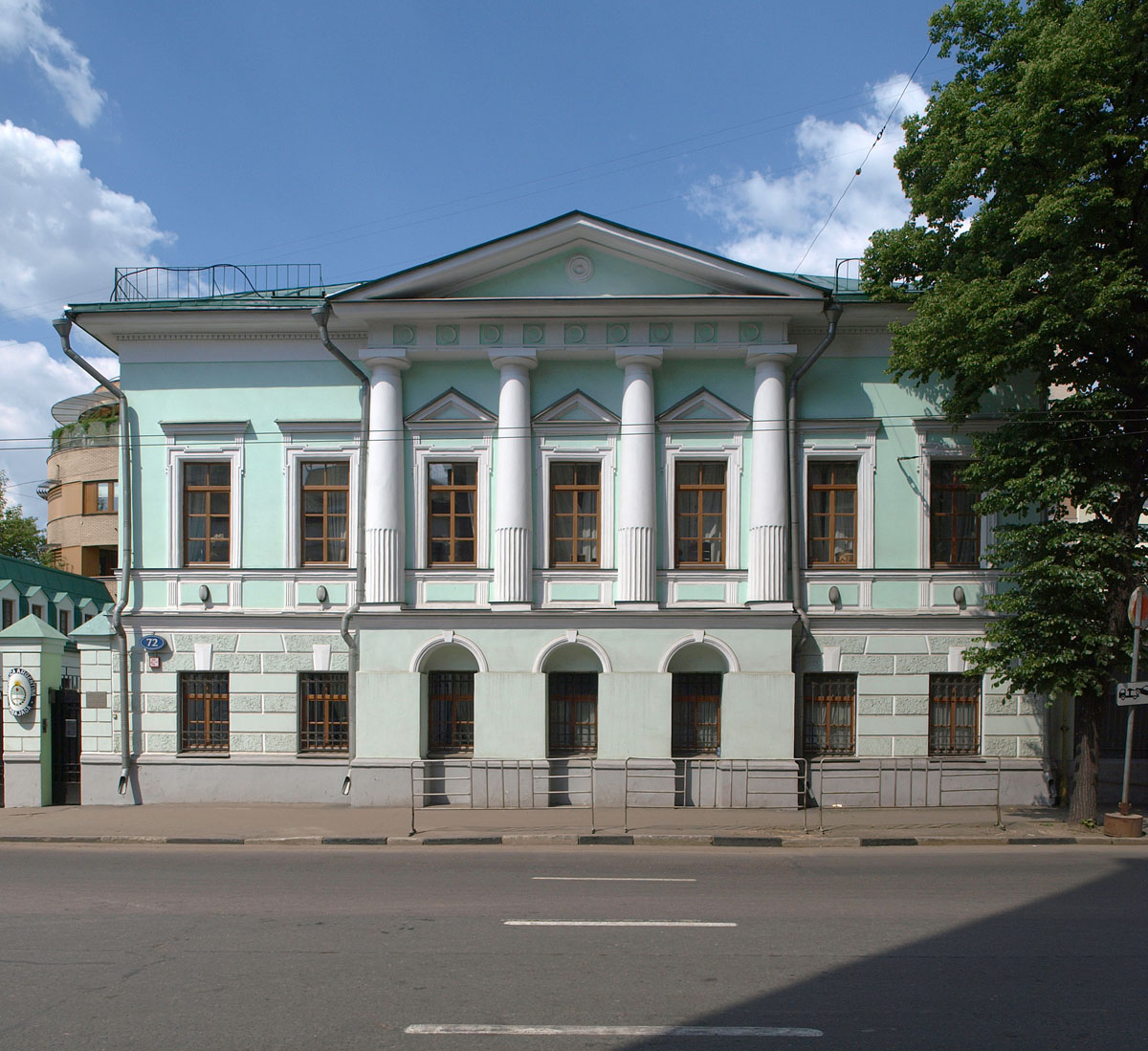
Embaixada da Argentina em Moscou

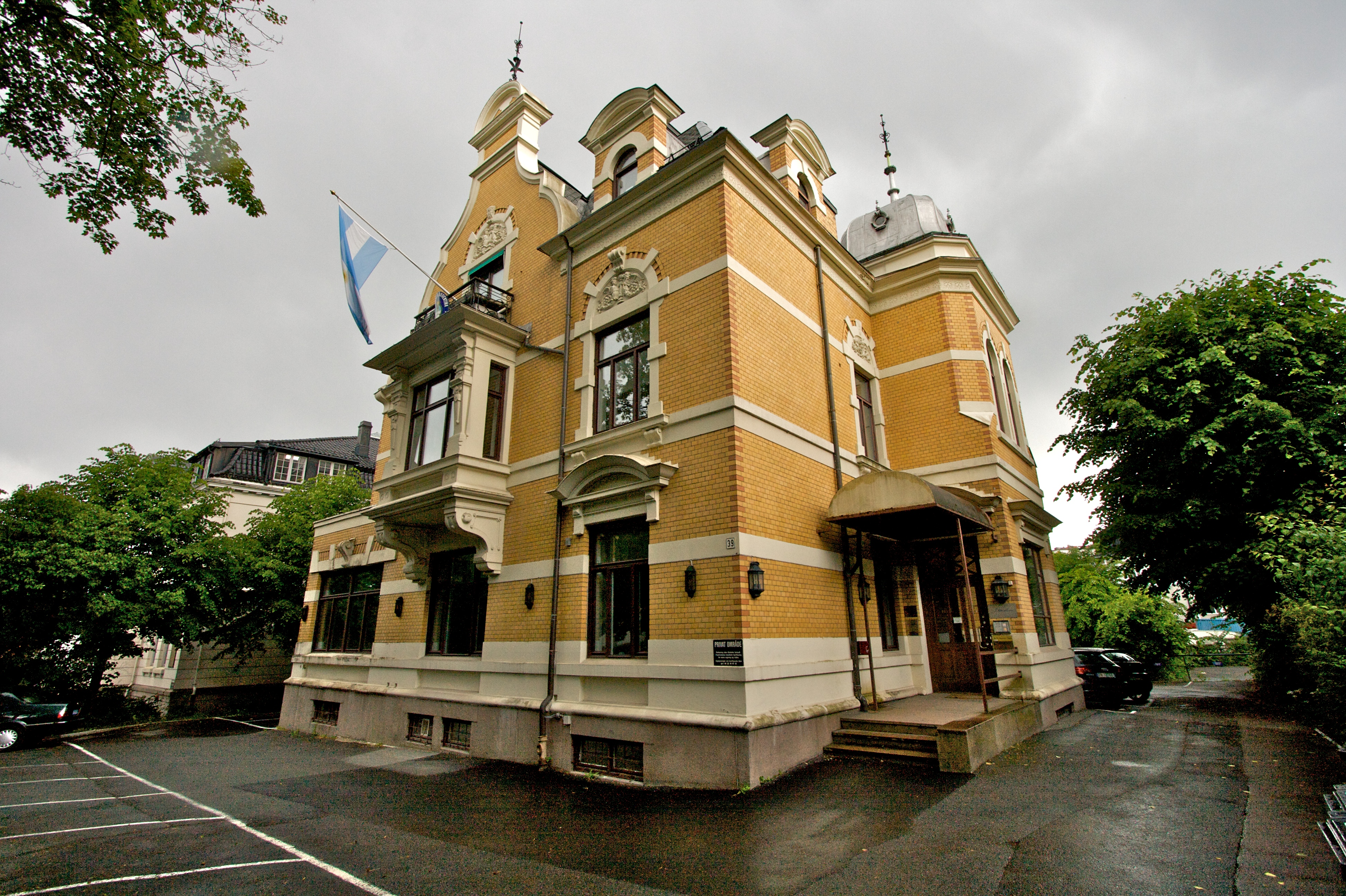
Embaixada da Argentina em Oslo

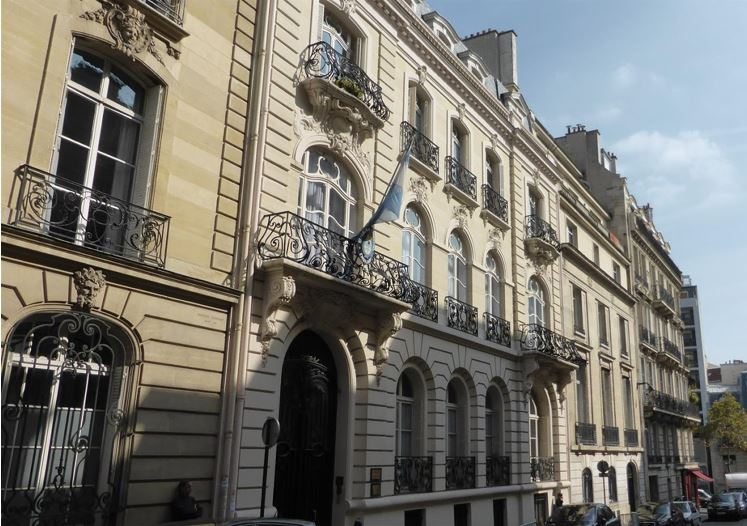
Embaixada da Argentina em Paris

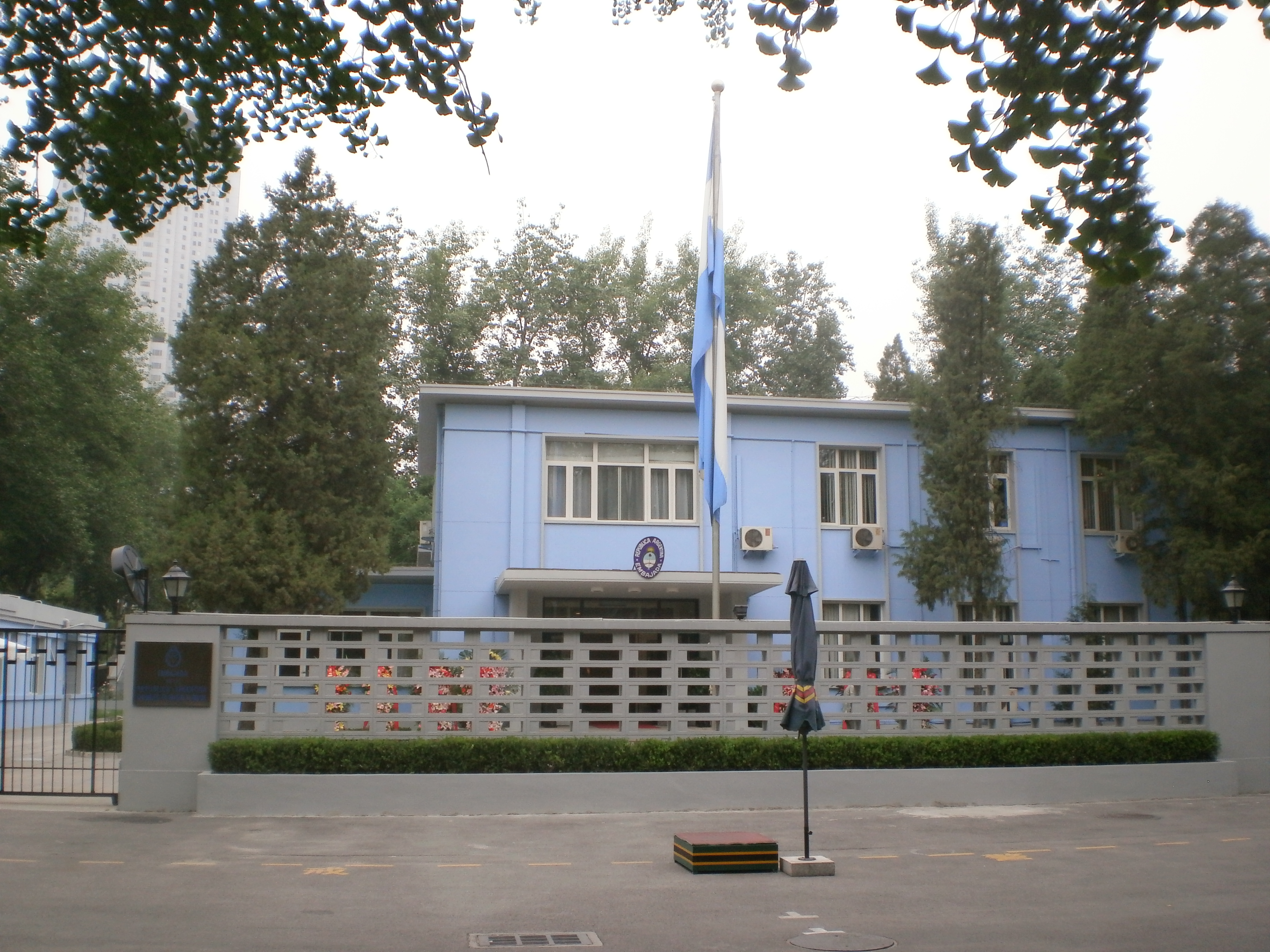
Embaixada da Argentina em Pequim

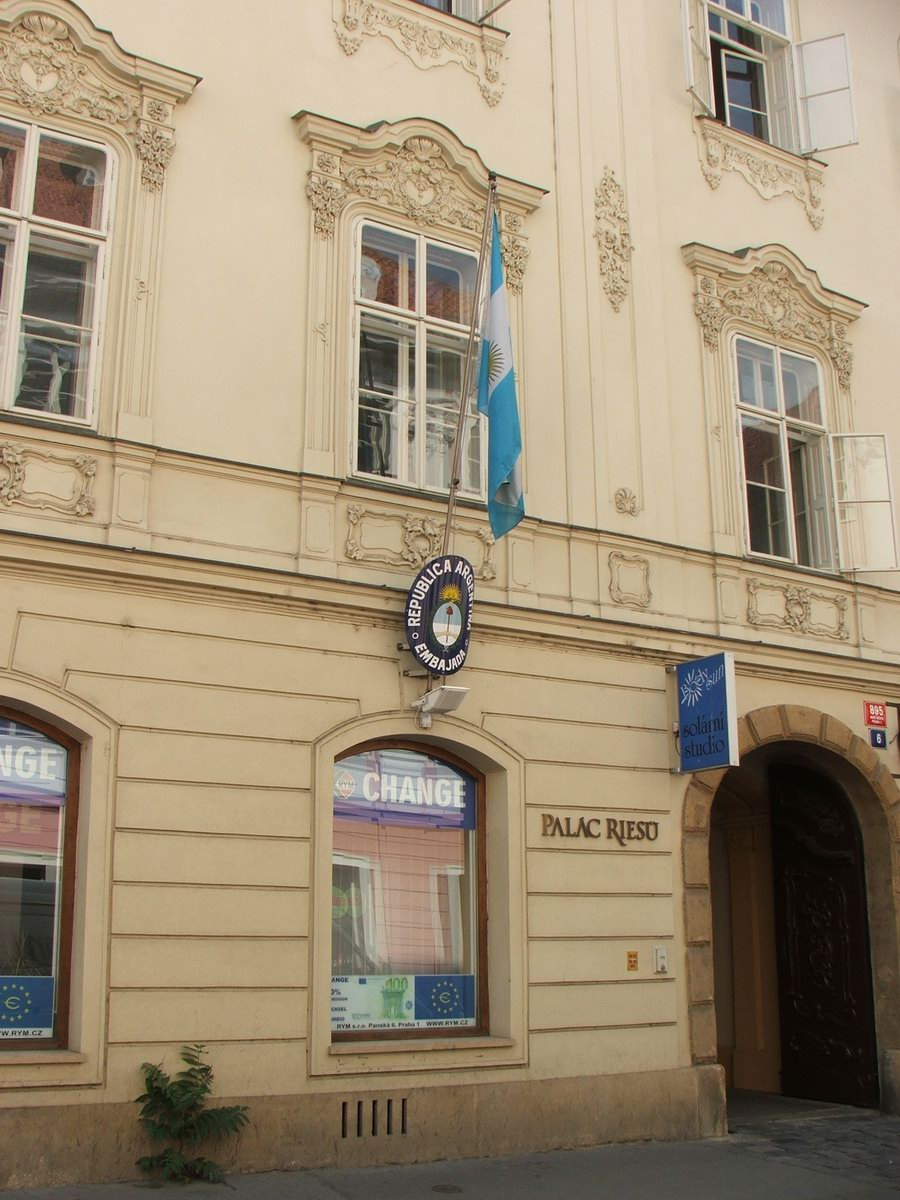
Embaixada da Argentina em Praga

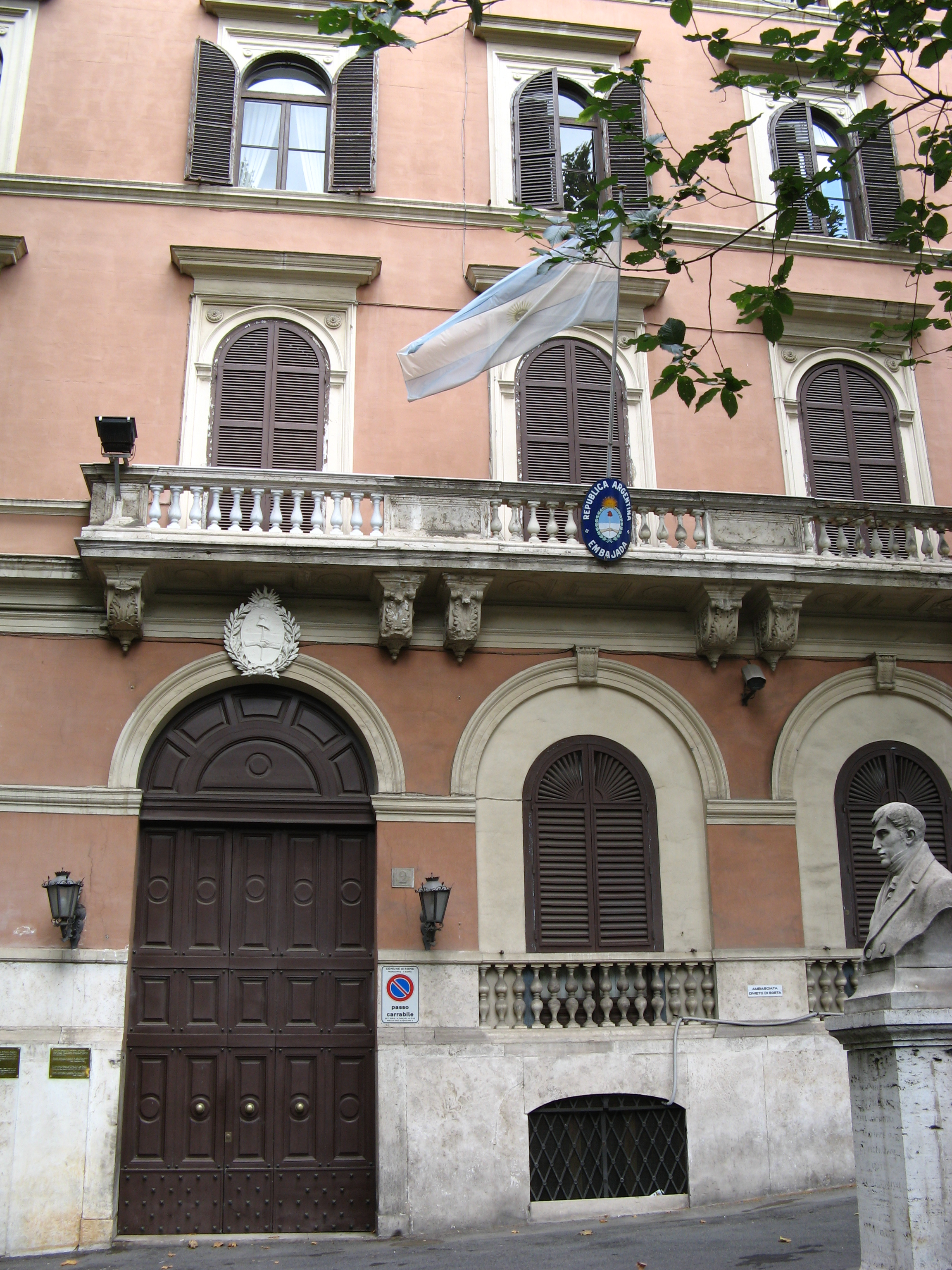
Embaixada da Argentina em Roma

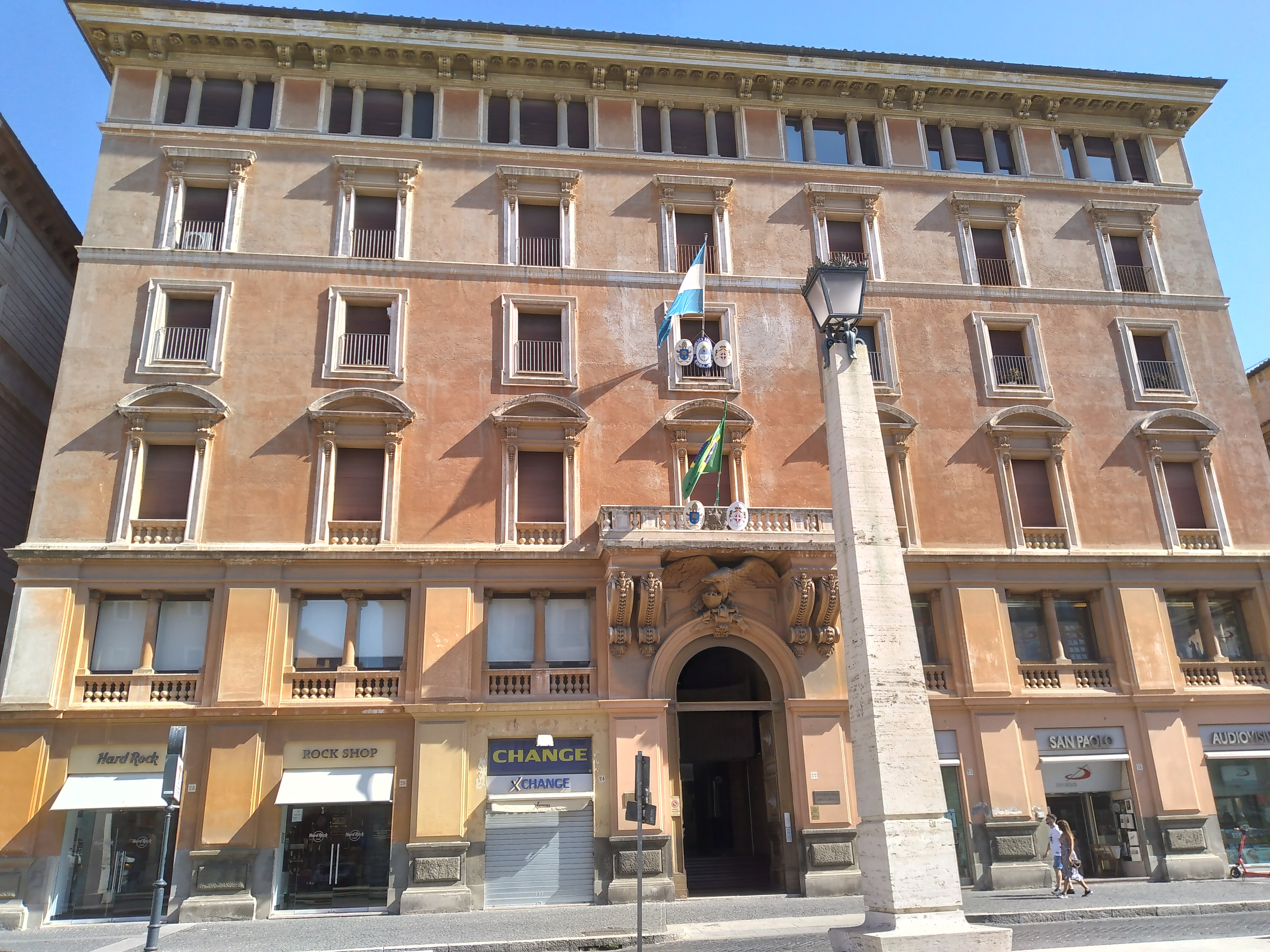
Embaixada da Argentina no Vaticano em Roma

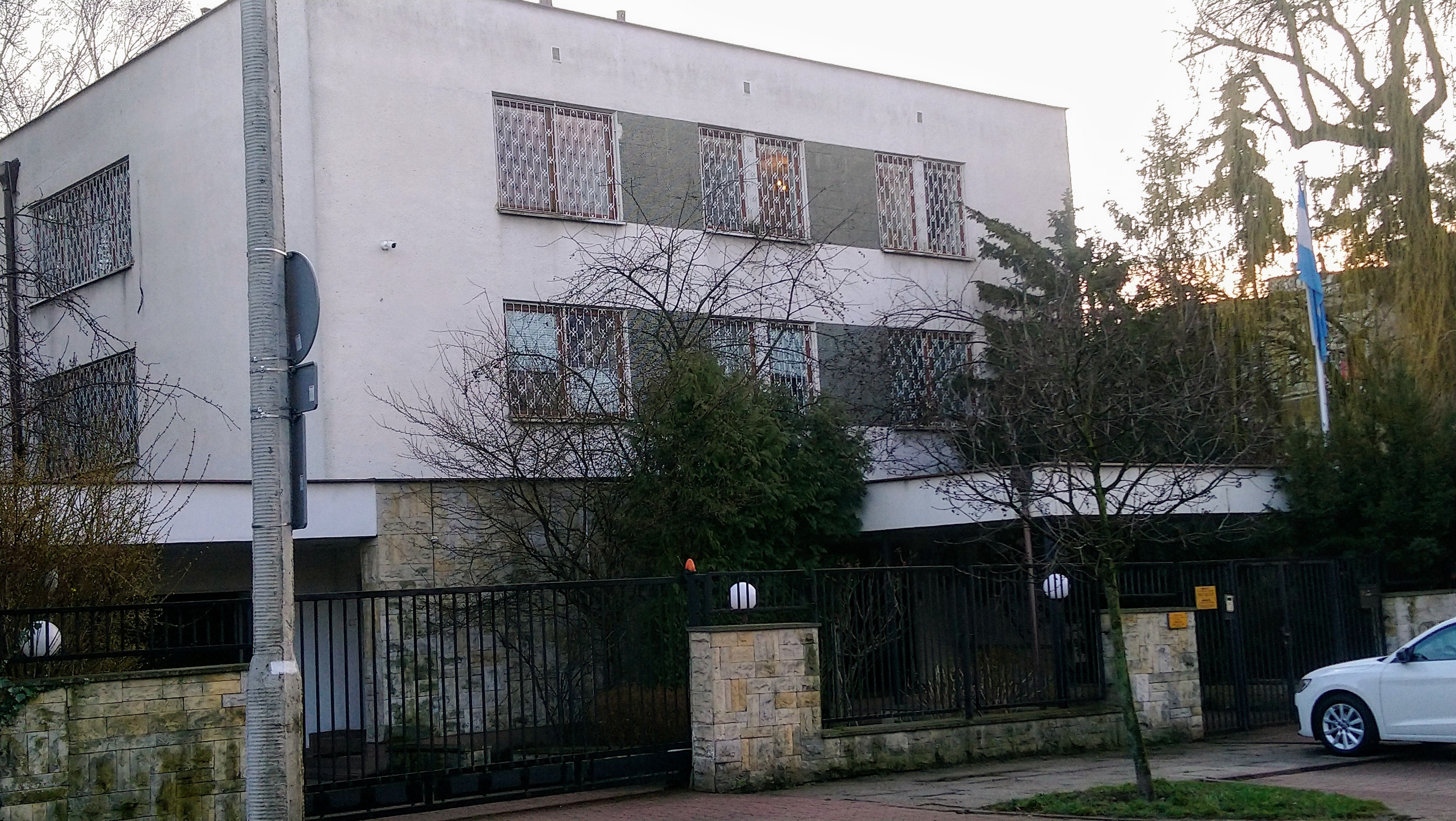
Embaixada da Argentina em Varsóvia

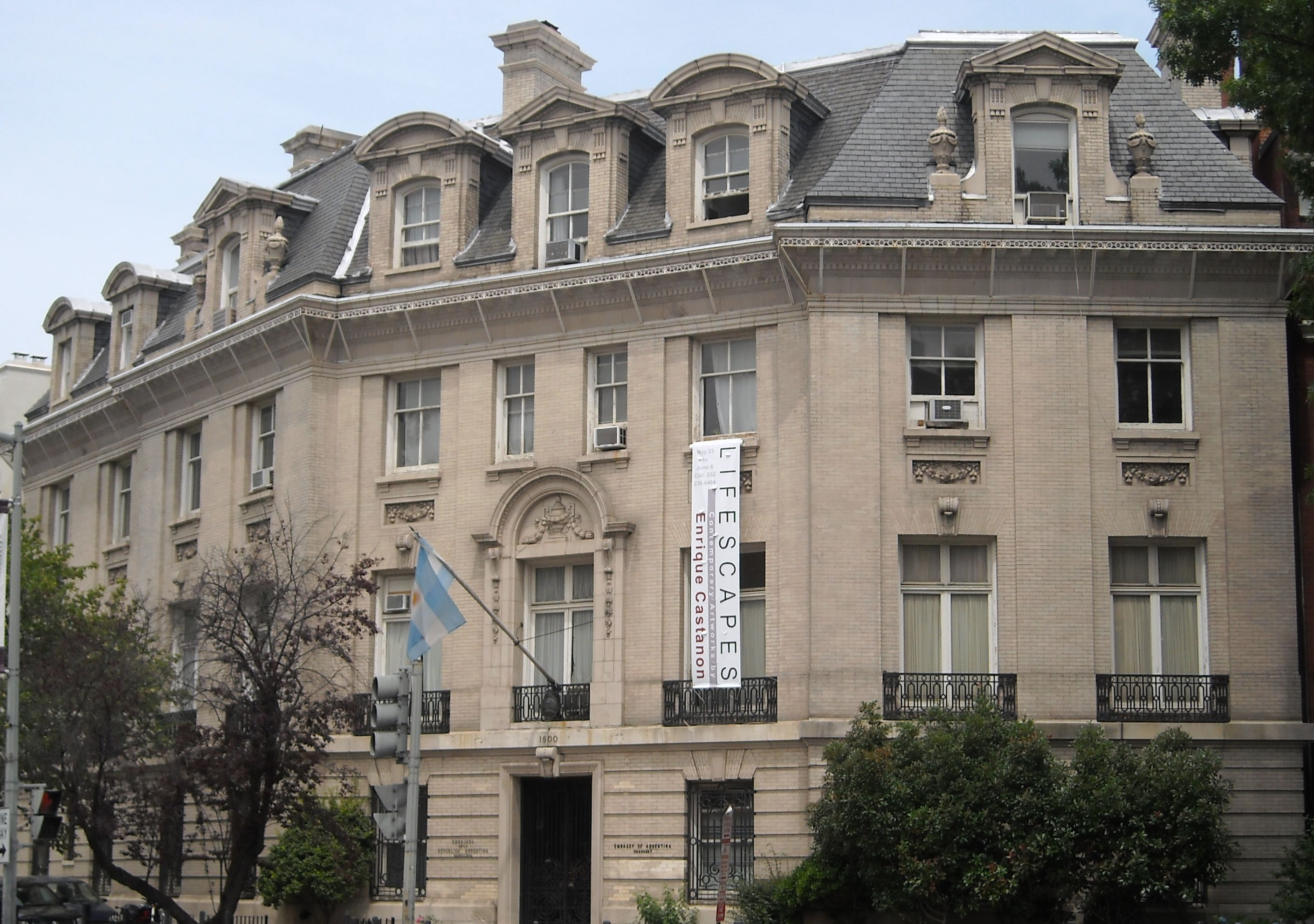
Embaixada da Argentina em Washington, DC

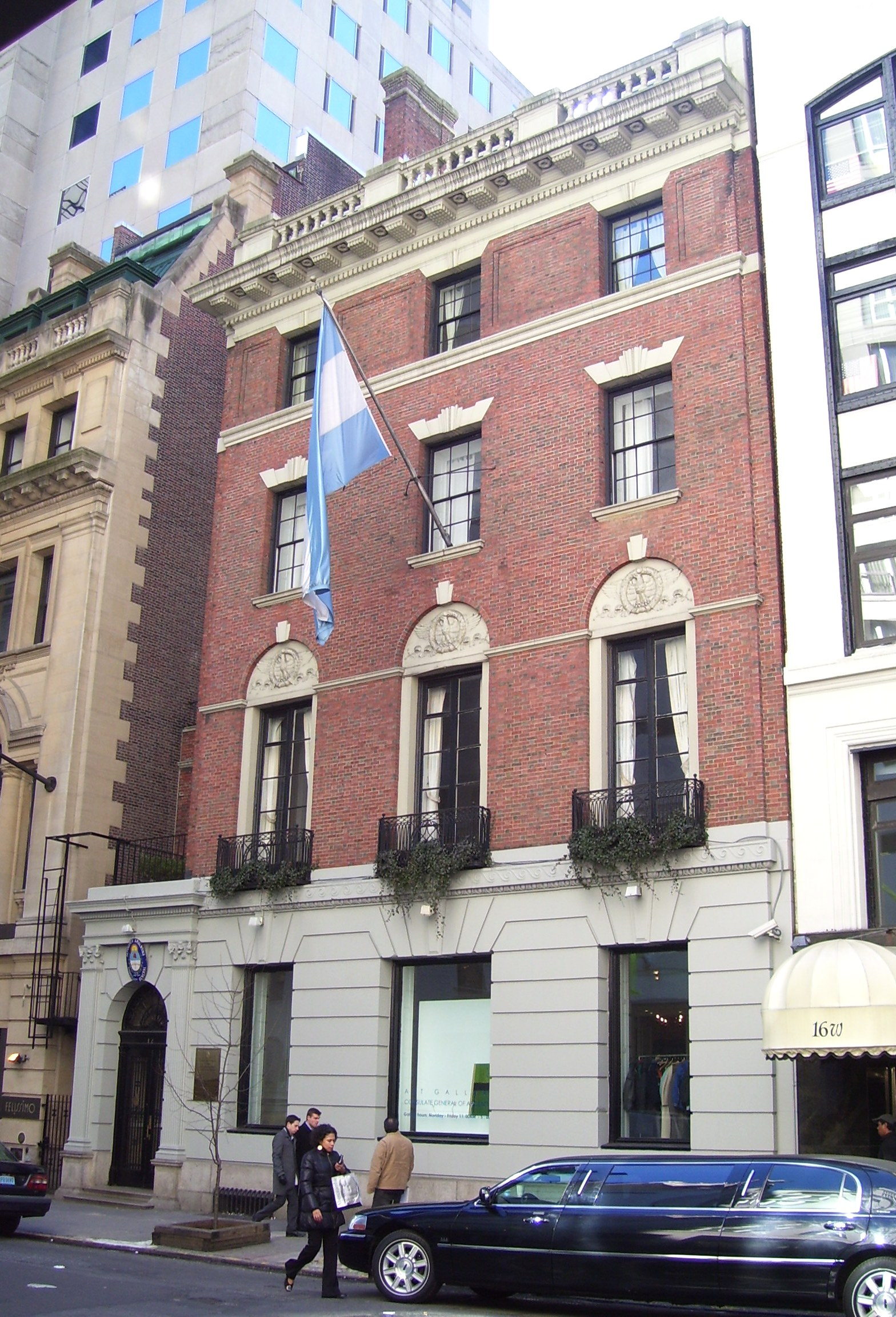
Consulado-Geral da Argentina em Nova Iorque

- África do Sul
  - Pretória (Embaixada)
  - Joanesburgo (Consulado-Geral)
- Angola
  - Luanda (Embaixada)
- Argélia
  - Argel (Embaixada)
- Egito
  - Cairo (Embaixada)
- Etiópia
  - Adis Abeba (Embaixada)
- Marrocos
  - Rabat (Embaixada)
- Nigéria
  - Abuja (Embaixada)
- Quênia
  - Nairóbi (Embaixada)
- Senegal
  - Dakar (Embaixada)
- Tunísia
  - Tunes (Embaixada)

## América
- Barbados
  - Bridgetown (Embaixada)
- Bolívia
  - La Paz (Embaixada)
  - Santa Cruz de la Sierra (Consulado-Geral)
  - Tarija (Consulado-Geral)
  - Cochabamba (Consulado)
  - Villazón (Consulado)
  - Yacuiba (Consulado)
- Brasil
  - Brasília (Embaixada)
  - Porto Alegre (Consulado-General)
  - Rio de Janeiro (Consulado-General)
  - São Paulo (Consulado-General)
  - Belo Horizonte (Consulado)
  - Curitiba (Consulado)
  - Florianópolis (Consulado)
  - Foz do Iguaçu, Paraná (Consulado)
  - Recife (Consulado)
  - Salvador (Consulado)
  - Uruguaiana, Rio Grande do Sul (Consulado)
- Canadá
  - Otava (Embaixada)
  - Montreal (Consulado-Geral)
  - Toronto (Consulado-Geral)
- Chile
  - Santiago de Chile (Embaixada)
  - Punta Arenas (Consulado-Geral)
  - Valparaíso (Consulado-Geral)
  - Antofagasta (Consulado)
  - Concepción (Consulado)
  - Puerto Montt (Consulado)
- Colômbia
  - Bogotá (Embaixada)
- Costa Rica
  - San José (Embaixada)
- Cuba
  - Havana (Embaixada)
- El Salvador
  - San Salvador (Embaixada)
- Equador
  - Quito (Embaixada)
  - Guaiaquil (Consulado)
- Estados Unidos
  - Washington, DC (Embaixada)
  - Atlanta (Consulado-Geral)
  - Chicago (Consulado-Geral)
  - Houston (Consulado-Geral)
  - Los Angeles (Consulado-Geral)
  - Miami (Consulado-Geral)
  - Nova Iorque (Consulado-Geral)
  - Orlando (Consulado)
- Guatemala
  - Cidade da Guatemala (Embaixada)
- Guiana
  - Georgetown (Embaixada)
- Haiti
  - Porto Príncipe (Embaixada)
- Honduras
  - Tegucigalpa (Embaixada)
- Jamaica
  - Kingston (Embaixada)
- México
  - Cidade do México (Embaixada)
- Nicarágua
  - Manágua (Embaixada)
- Panamá
  - Cidade do Panamá (Embaixada)
- Paraguai
  - Assunção (Embaixada)
  - Ciudad del Este (Consulado-Geral)
  - Encarnación (Consulado-Geral)
- Peru
  - Lima (Embaixada)
- República Dominicana
  - Santo Domingo (Embaixada)
- Suriname
  - Paramaribo (Embaixada)
- Trinidad e Tobago
  - Port of Spain (Embaixada)
- Uruguai
  - Montevideu (Embaixada)
  - Colonia del Sacramento (Consulado)
  - Fray Bentos (Consulado)
  - Maldonado (Consulado)
  - Paysandú (Consulado)
  - Salto (Consulado)

## Ásia
- Arábia Saudita
  - Riade (Embaixada)
- Armênia
  - Erevã (Embaixada)
- Azerbaijão
  - Bacu (Embaixada)
- Bangladesh
  - Daca (Embaixada)
- Catar
  - Doa (Embaixada)
- China
  - Pequim (Embaixada)
  - Cantāo (Consulado-Geral)
  - Honcongue (Consulado-Geral)
  - Xangai (Consulado-Geral)
- Coreia do Sul
  - Seul (Embaixada)
- Emirados Árabes Unidos
  - Abu Dabi (Embaixada)
- Filipinas
  - Manila (Embaixada)
- Índia
  - Nova Déli (Embaixada)
  - Bombaim (Consulado-Geral)
- Indonésia
  - Jacarta (Embaixada)
- Irão
  - Teerão (Embaixada)
- Israel
  - Telavive (Embaixada)
- Japão
  - Tóquio (Embaixada)
- Kuwait
  - Cidade do Cuaite (Embaixada)
- Líbano
  - Beirute (Embaixada)
- Malásia
  - Kuala Lumpur (Embaixada)
- Palestine
  - Ramala (Escritório de Representação)
- Paquistão
  - Islamabade (Embaixada)
- Tailândia
  - Bancoque (Embaixada)
- Turquia
  - Ancara (Embaixada)
  - Istambul (Consulado-Geral)
- Vietname
  - Hanói (Embaixada)

## Europa
- Alemanha
  - Berlim (Embaixada)
  - Frankfurt (Consulado-Geral)
  - Hamburgo (Consulado-Geral)
  - Bona (Consulado)
- Áustria
  - Viena (Embaixada)
- Bélgica
  - Bruxelas (Embaixada)
- Bulgária
  - Sófia (Embaixada)
- Dinamarca
  - Copenhaga (Embaixada)
- Espanha
  - Madri (Embaixada)
  - Barcelona (Consulado-Geral)
  - Vigo (Consulado-Geral)
  - Cádis (Consulado)
  - Palma de Maiorca, Ilhas Baleares (Consulado)
  - Santa Cruz de Tenerife, Ilhas Canárias (Consulado)
- Finlândia
  - Helsínquia (Embaixada)
- França
  - Paris (Embaixada)
- Grécia
  - Atenas (Embaixada)
- Hungria
  - Budapeste (Embaixada)
- Irlanda
  - Dublim (Embaixada)
- Itália
  - Roma (Embaixada)
  - Milão (Consulado-General)
- Noruega
  - Oslo (Embaixada)
- Países Baixos
  - Haia (Embaixada)
- Polónia
  - Varsóvia (Embaixada)
- Portugal
  - Lisboa (Embaixada)
- Reino Unido
  - Londres (Embaixada)
- Chéquia
  - Praga (Embaixada)
- Roménia
  - Bucareste (Embaixada)
- Rússia
  - Moscou (Embaixada)
- Sérvia
  - Belgrado (Embaixada)
- Santa Sé
  - Cidade do Vaticano (Embaixada)
- Suécia
  - Estocolmo (Embaixada)
- Suíça 
  - Berna (Embaixada)
- Ucrânia
  - Quieve (Embaixada)

## Oceania
- Austrália
  - Camberra (Embaixada)
  - Sydney (Consulado-Geral)
- Nova Zelândia
  - Wellington (Embaixada)

## Organizações Multilaterais
- Bruxelas (Missão Permanente da Argentina junto da União Europeia)
- Genebra (Missão Permanente da Argentina junto das Nações Unidas e outras organizações internacionais)
- Montevideu (Missão Permanente da Argentina junto do MERCOSUL e ALADI)
- Nairóbi (Missão Permanente da Argentina junto das Nações Unidas e outras organizações internacionais)
- Nova Iorque (Missão Permanente da Argentina junto das Nações Unidas)
- Paris (Missão Permanente da Argentina junto da UNESCO)
- Roma (Missão Permanente da Argentina junto da Organização das Nações Unidas para a Alimentação e a Agricultura)
- Viena (Missão Permanente da Argentina junto das Nações Unidas)
- Washington DC (Missão Permanente da Argentina junto da Organização dos Estados Americanos)